# Bessude
Bessude (sardinsky: Bessùde) je italská obec (comune) v provincii Sassari v regionu Sardinie. Nachází se ve výšce 447 metrů nad mořem a má 383 obyvatel. Její rozloha je 26,79 km².